# Saint-Hubert Air Base
Saint-Hubert Air Base är en flygplats i Belgien.   Den ligger i provinsen Luxemburg och regionen Vallonien, i den sydöstra delen av landet, 120 km sydost om huvudstaden Bryssel. Saint-Hubert Air Base ligger 584 meter över havet.
Terrängen runt Saint-Hubert Air Base är platt åt sydost, men åt nordväst är den kuperad. Saint-Hubert Air Base ligger uppe på en höjd. Närmaste större samhälle är Saint-Hubert, 4,8 km väster om Saint-Hubert Air Base. 
I omgivningarna runt Saint-Hubert Air Base växer i huvudsak blandskog. Runt Saint-Hubert Air Base är det ganska tätbefolkat, med 54 invånare per kvadratkilometer.